# Quần jean

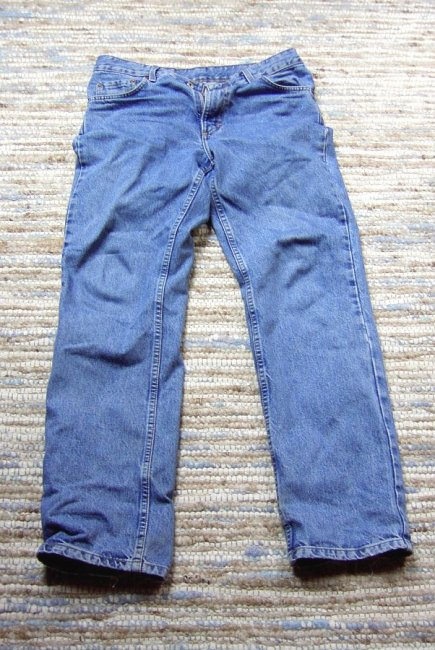
Quần Jeans xanh

Jeans (Miền Bắc Việt Nam gọi là quần bò) là một loại quần xuất xứ từ các nước phương Tây. Quần jeans là một loại quần, thường được làm từ vải denim hoặc dungaree. Thông thường thuật ngữ "quần jeans" đề cập đến một phong cách cụ thể của quần, được gọi là "quần jeans xanh", được phát minh bởi Jacob W. Davis hợp tác với Levi Strauss &Co. Quần jeans được cấp bằng sáng chế bởi Jacob W. Davis và Levi Strauss vào ngày 20 tháng 5 năm 1873. Quần jeans là một trong những biểu tượng của xã hội phương tây vào thế kỷ XX. Cụ thể, nó đã từng là biểu tượng cho tuổi trẻ, sự phản kháng, tự do và cho chủ nghĩa cá nhân của mọi tầng lớp nhân dân ở phương tây. Đây là phần y phục được bán nhiều nhất trên thế giới. Cả hai giới tính và mọi tầng lớp xã hội, thuộc nhiều nền văn hóa đều có thể mặc jeans.

## Lịch sử
Levi Strauss được coi là cha đẻ của quần jeans. Ông sinh ra ngày 26 tháng 2 năm 1829, trong một gia đình nghèo khó ở Buttenheim, Đức. Hai năm sau khi người cha của Levi là Hirsch Strauss qua đời, bà góa phụ Rebecca đã cùng Levi lúc đó vừa đúng 18 tuổi và 2 cô con gái là Fanny và Mathilde quyết định di dân sang Mỹ vào năm 1847. Trạm định cư đầu tiên của gia đình Strauss là thành phố New York. Ba năm sau, 1850, cũng như bao gia đình nghèo khổ khác, Levi đã dời cư đến San Francisco, California theo cao trào tìm vàng.
Califonia nằm ở trung tâm mỏ vàng nên hàng ngàn người đàn ông đến đó để đào vàng và Strauss đến để bán canvas cho những người thợ đào vàng. Canvas là loại vải dày nên Strauss nghĩ rằng những thợ đào vàng cần nó để che lều trại. Vào một ngày, Strauss nghe một người thợ mỏ than phiền rằng anh ta không thể tìm được loại vải nào đủ bền cho công việc mà anh đang làm. Từ đó, Strauss chợt nảy ra một ý tưởng. Ông nhanh chóng lấy một ít vải để may quần và những chiếc quần này đúng là những gì mà người thợ mỏ cần. Chỉ trong một ngày, Strauss đã bán hết toàn bộ những chiếc quần mà ông làm ra. Khi có tiền, ông muốn cải tiến chiếc quần tốt hơn. Ông mua một loại vải chéo mềm hơn nhưng có độ bền tương tự. Loại vải này có nguồn gốc từ Nîmes, một thành phố ở Pháp, còn được gọi là "Serge de Nîmes". Những người thợ mỏ thích loại vải này hơn và họ gọi nó là "denim" (từ de Nîmes). Tuy nhiên, vải denim không có màu, nhìn không hấp dẫn và dễ dàng bám bẩn. Để giải quyết vấn đề này, Strauss nhuộm vải chéo denim thành màu xanh và quần Jeans xanh ra đời từ đó.
Dù mang tiếng là đi tìm vàng nhưng Levi Strauss không tìm ra được gì hết. Ông ta chỉ có nhận xét là các người đồng hành đi đào vàng với áo quần thật rách rưới trong khi chung quanh nơi sinh sống cắm trại thì lại có nhiều vải thô để dựng lều che mưa nắng. Từ nhận xét đó, Levi Strauss liền bắt tay vào việc. Từ những mảnh vải may lều, ông ta cắt may thành quần cho người đi đào mỏ vàng. Để cho quần được bảo đảm hơn nữa ở những mối chỉ may, qua sáng kiến của Jacob Davis, ông cho đóng những đinh tán vào đó. Ngày 20 tháng 5 năm 1873, Jacob và Levi nhận bằng sáng chế số #139,121, cho quần với các đinh tán của họ từ Phòng Bằng Sáng chế và Thương hiệu Hoa Kỳ; đây là ngày ra đời chính thức của quần jeans. Chiếc quần của Levi dần dần được các thợ mỏ vàng yêu chuộng vì không sờn rách như trước đây. Levi đặt tên cho chiếc quần của ông là "Waist overall".

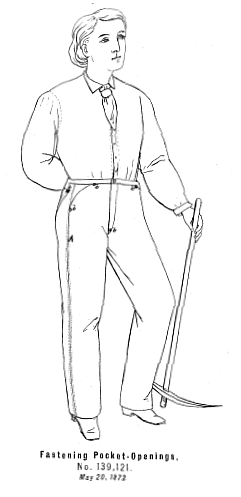
Bằng sáng chế cho quần Jeans, đăng ký bảo hộ tại Mỹ.

Những chiếc quần jeans bắt đầu còn là màu vàng nâu, sau qua màu xanh đậm. Từ loại vải thô dùng để căng lều, Levi đổi qua dùng loại vải dệt theo phương pháp "Serge de Nîmes" của Pháp. Cũng chỉ vài năm sau, Levi Strauss đã trở thành người giàu có. 1890 là năm ra đời Công ty "Levi Strauss & Company". Cơ sở đầu tiên của Công ty được đặt tại San Francisco. Chiếc quần "Waist overall" của Levi được đặt tên hiệu sản xuất là "501®". Quần dần dần được thêm thắt nho nhỏ nhưng mang đầy tính lịch sử như là 2 đường chỉ chạy cong vòng sau túi quần (arcuate). Tấm nhãn hiệu da với hình hai con ngựa (Two Horse Patch) cộng thêm nhãn hiệu màu đỏ của công ty (Red Tab). Cho đến năm 1920, "Waist overall" mới được đổi thành Blue Jeans.
Quần vải thô màu xanh này xuất hiện tại châu Âu rất trễ so với thời gian lúc ra đời tại California. Sau Chiến tranh thế giới thứ hai, lính Mỹ đã du nhập loại quần này vào châu Âu. châu Âu dần dần bị Mỹ hóa đầu tiên qua áo quần. Vào thập niên 1960, thời gian của hippies và phản kháng, chiếc quần jean trở thành bộ đồng phục cho những người muốn sống tự do không ràng buộc. Thời gian này khi nói đến tự do, nói đến phản kháng, đến chối từ thì phải nói đến quần jean. Chỉ với quần jean, tuổi trẻ cảm nhận mình đã hơn người, mình "đã sống, đang sống và biết sống" hơn người.
Sau khi cách mạng đời sống chấm dứt thì triết lý "quần jean" cũng tàn lụi theo. Jean trở thành loại quần áo cho tầng nhóm xã hội bình thường. Từ biểu tượng cho "tự do", nay Jeans trở thành chiếc quần của thời gian rảnh rỗi, qua đó biểu tượng của Jeans trở nên buồn chán. Jeans không còn "sôi nổi" nữa.
Để chặn đứng tình trạng xuống dốc của quần Jeans, các nhà tạo mode đã thay đổi nhiều kiểu mẫu: lúc quần ống rộng, khi thì bó mông. Nhờ vào hóa chất acid và đá bọt, chiếc quần Jeans mới được bỏ vào trong máy giặt để trở thành loại "stone-washed", "double-stone-washed" cho đến "destroyed". Ai mà thích quần rách rưới thì có loại "Shotgun Denim" - vải quần được bắn nát với đạn Schrotflinte. Một số trong giới thanh niên thiếu nữ cho rằng quần càng hư hỏng rách rưới người mặc mới được xem là "ngầu".
Quần Levi's đến thập niên 2000 vẫn còn giữ hàng đầu nhưng đã điêu đứng vì bị cạnh tranh bởi những nhà tạo mode may quần áo rất đắt từ Mailand cho đến New York. Một số tài tử Hollywood hoặc một số đông nhà triệu phú, trong số này có cả tổng thống Bush (của Hoa Kỳ) và tổng thống Putin (của Nga), vẫn thích mặc quần Jeans, trông trẻ trung hơn.

## Tác động môi sinh
Ngoài những loại jean có "hiệu", hiện nay quần jean nam giá sỉ rẻ tiền may từ Viễn Đông cũng đang tràn ngập thị trường. Quần được may từ những xứ nghèo khổ. Người thợ may được trả lương một cách thảm thương lại còn bị hành hạ không được công đoàn bảo vệ như tại các nước Tây Âu. Cây bông để tạo ra vải hầu như hoàn toàn được trồng tại các quốc gia nghèo đang phát triển. Người thợ trồng bông cũng như môi trường tại đây hàng ngày phải đối đầu trực tiếp với chất bảo vệ thực vật độc hại được dùng để chống sâu rầy. Một phần tư số thuốc trừ sâu được sử dụng trên toàn thế giới nằm trên các ruộng trồng cây bông.
Do đặc tính chung dễ phai màu trong dung dịch nước tẩy rửa nên việc giặt đồ jean cần tuân theo các quy tắc nhất định. Hầu hết các loại quần áo jeans co giãn đều có thể giữ được độ đàn hồi tốt, không cần thiết phải giặt sau mỗi lần mặc. Giặt quá nhiều có thể làm đổi màu đồ jeans của bạn. 4 -5 lần mặc/1 lần giặt là vừa đủ. Không cần thiết phải giặt đồ jean mới mua.